# ウィリアム・ラムゼイ (第6代ダルハウジー伯爵)
第6代ダルハウジー伯爵ウィリアム・ラムゼイ（英語: William Ramsay, 6th Earl of Dalhousie、1660年12月2日 – 1739年12月8日）は、スコットランド貴族。

## 生涯
ジョン・ラムゼイ（John Ramsay、1694年以降没、第2代ダルハウジー伯爵ジョージ・ラムゼイの次男）の息子として生まれた。1694年に大尉として従軍、後に大佐に昇進した。
1700年、ジーン・ロス（Jean Ross、第11代ロス卿ジョージ・ロスの娘）と結婚、1男をもうけた。その後、ジャネット・マーティン（Janet Martin）と再婚した。
- ジョージ（1700年頃 – 1739年5月25日） - 1726年11月16日、ジーン・モール（Jean Maule、1769年4月22日没、ハリー・モールの次女）と結婚、第7代ダルハウジー伯爵と第8代ダルハウジー伯爵を含む3男をもうけた[2]

1710年10月に伯父ウィリアムの次男にあたる第5代ダルハウジー伯爵ウィリアム・ラムゼイが死去すると、ダルハウジー伯爵の爵位を継承した（1711年2月9日に正式に確認された）。
1739年12月8日にダルキースで死去、コックペンで埋葬された。息子に先立たれたため、孫チャールズが爵位を継承した。